# Anders Woldseth
Anders Woldseth (* 19. September 1934; † 26. November 1959) war ein norwegischer Skispringer.
Sein erstes und einziges internationales Turnier bestritt Woldseth mit der Teilnahme an der Vierschanzentournee 1958/59. Dabei erreichte er in Oberstdorf und Bischofshofen den vierten Platz und sprang in Innsbruck mit dem dritten Platz aufs Podium. Am Ende belegte er den siebenten Platz in der Tournee-Gesamtwertung. Bei den Norwegischen Meisterschaften 1959 in Porsgrunn gewann er von der Normalschanze die Goldmedaille vor Kåre Berg und Arnfinn Bergmann. Kurz zuvor gewann er zudem die Svenska Skidspelen. Woldseth war der erste Sieger eines Mattenspringens in Norwegen auf dem Skeidbakken in Oslo im November 1959. Kurze Zeit später verstarb er im Alter von nur 25 Jahren.